# Inmigración estadounidense en México
La Inmigración estadounidense en México se remonta después de la separación de California y Nuevo México, con la compra de La Mesilla. Los estadounidenses son la mayor comunidad extranjera residente en el país y al mismo tiempo, la mayor comunidad de estadounidenses viviendo fuera de los Estados Unidos. La influencia de los Estados Unidos de América en México es fuerte, debido a la frontera que hace con el país, además existe un acuerdo de libre comercio entre ambas naciones.
La mayoría de los estadounidenses radican en los estados fronterizos, siendo Baja California la entidad federativa con mayor número de ciudadanos de este país. Otro de los factores de residencia, es el establecimiento de jubilados que deciden vivir en sitios pintorescos y buen clima y el último factor, ha sido la repatriación de familias mexicanas indocumentadas a territorio mexicano con sus hijos estadounidenses para así evitar la segregación familiar.

## Historia

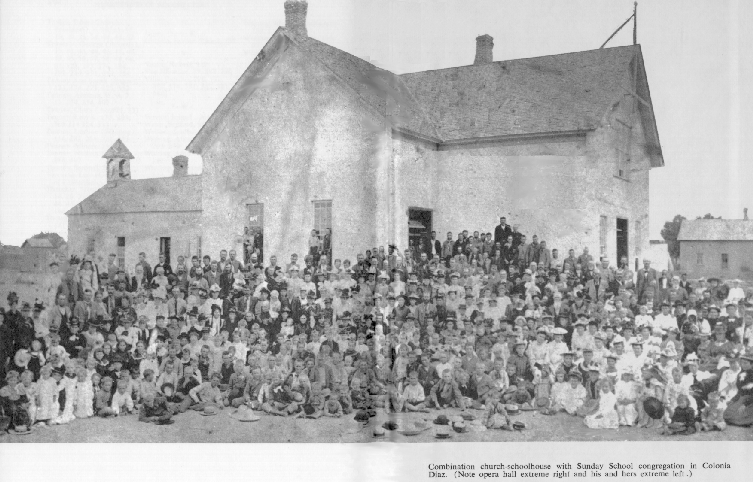
La casa de reunión de los mormones en la Colonia Díaz.

Después del movimiento forzado de los semínolas y semínolas negros de Florida a Territorio indio, un grupo liderado por el subjefe de seminoles Wild Cat y el jefe de seminoles negros John Horse se mudó al norte de México. El grupo se estableció en El Nacimiento en 1852. Trabajaron para el gobierno mexicano para protegerse en contra de las redadas indias. Muchos de los semínolas murieron a causa de la viruela y los restantes finalmente regresaron a los Estados Unidos junto con algunos de los semínolas negros.
En 1874, Brigham Young, Presidente de la Iglesia de Jesucristo de los Santos de los Últimos Días, llamó para una misión anó en México. En 1875, los misioneros salieron de Utah para el doble propósito de predicar el evangelio y encontrar lugares para crear colonias mormonas en suelo mexicano. Los misioneros volvieron con informes positivos al año siguiente y otro grupo se envió en octubre de 1876. En 1877, Young discutió la idea de colonizar partes del norte de México pero se consideró poco prudente, debido al peligro considerable de apaches en la zona. A menudo ignorada por los historiadores mormones, muchas familias pioneras mormonas tienen sus raíces en Colonia Le Barón que es una colonia fundamentalista mormona y en las colonias mormonas de Juárez y Dublán.
En el año 2020, numerosas familias estadounidenses cruzaron la frontera sur para vivir en ciudades fronterizas con México debido a la pandemia del Covid 19; mientras que paulatinamente, el valor de la renta de la vivienda subió en ciudades de los estado de California y de Arizona, lo que provocó que los estadounidenses, principalmente jóvenes y jubilados decidieran emigrar a México para reducir sus costos de vida; muchos de los empleados de diversas empresas importantes del país aceptaron que los empelados trabajaran desde casa para evitar la propagación de la enfermedad, lo que benefició a México con el aumento de inmigrantes adinerados que eligieron las ciudades costeras y fronterizas para vivir de forma indefinida.

## Cultura estadounidense en México

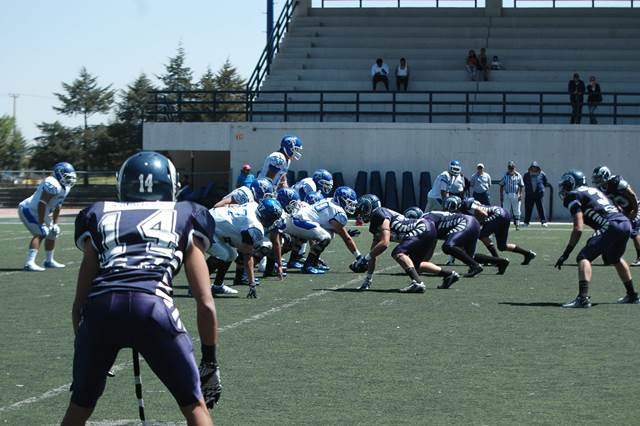
Campus Ciudad de México y Campus Toluca en Toluca

Los deportes es una de los principales aportaciones culturales de los estadounidenses en territorio mexicano, deportes como el fútbol americano, el beisbol y el basquetbol son parte de la tradición deportiva de México.
El Día de Acción de Gracias es un aporte cultural a la cultura mexicana; numerosos restaurantes, hoteles y clubs sociales frecuentados por inmigrantes estadounidenses en todos los estados del país, celebran esta festividad y es una ocasión para reunir a mexicanos y estadounidenses.
El Halloween eso otra festividad de los Estados Unidos que ha tenido gran arraigo entre los mexicanos, principalmente en zonas urbanas. Los niños se visten de diversos personajes para salir a la calle a pedir dinero o dulces, es probable que sea la tradición estadounidense más arraigada en los niños y jóvenes de clase media alta.

### Idiomas
En el ámbito industrial, comercial y turístico, las habilidades del idioma inglés son cada vez más estrechamente alineadas con la empleabilidad en México, y esto se combina con el interés en el apoyo corporativo para el idioma inglés, como una enseñanza obligatoria en México, por su cercanía con los Estados Unidos, país con el que hacen la mayoría de los negocios entre ambas naciones.
La percepción del inglés en México está cambiando, cada vez más hay más angloparlantes en el país, de los cuales en su mayoría son ciudadanos de los Estados Unidos. se visualiza cada vez como una habilidad necesaria para que México pueda comerciar y comprometerse con una comunidad internacional más amplia y, a la inversa.

## Comunidades estadounidenses

### Baja California
El estado mexicano con el mayor número de residentes estadounidenses es Baja California, en la ciudad de Tijuana, reside la mayor comunidad. La entidad se ha convertido en un centro de negocios y oportunidades para los inmigrantes del país vecino, así como vivienda permanente para jubilados y veteranos de guerra.

### Nuevo León
Al igual que otros estados fronterizos, Nuevo León ha acogido a gran cantidad de estadounidenses, ya sea por la calidad de vida que ofrece la entidad en muchas zonas o el buscar nuevas oportunidades laborales fuera de su país. En 1993, se fundó el Puente Internacional Colombia-Solidaridad, el cuarto paso de frontera más importante de la frontera entre los países.

### Chihuahua

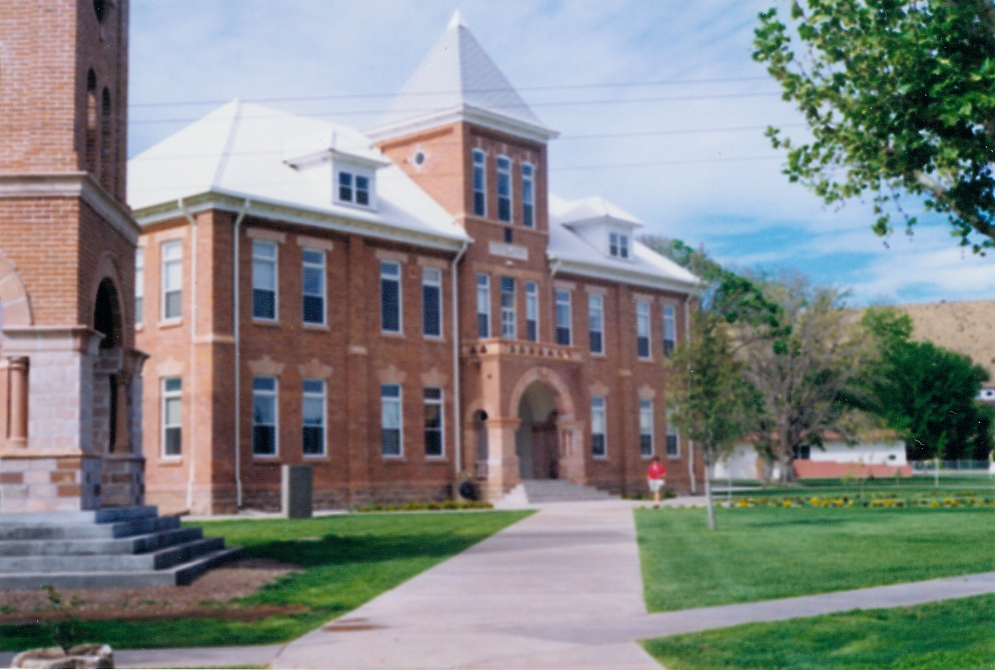
La escuela mormona de Juárez

En el estado de Chihuahua se fundaron colonias cerca de la Sierra Madre establecidas por los pioneros mormones. Fueron fundadas por miembros de La Iglesia de Jesucristo de los Santos de los Últimos Días (SUD) en el siglo XIX como parte de un gran esfuerzo colonizador instigado por Brigham Young, que salpicó el mapa del Oeste de los Estados Unidos, el sur de Alberta, y el norte de México con asentamientos mormones.
Las dos colonias mormonas supervivientes en México son la Colonia Juárez y la Colonia Dublán. Ambas colonias se localizan al noroeste del estado, en las cercanías de la zona arqueológica de Casas Grandes. El templo de Colonia Juárez, Chihuahua, México, construido en 1999, es actualmente el templo más pequeño de la Iglesia SUD.

### Ciudad de México
Al ser la mayor megalópolis del sur de Norteamérica y la capital mexicana, cuenta con una importarte comunidad estadounidense en su territorio, además en esta ciudad se ubica la embajada de los Estados Unidos y muchas asociaciones civiles y gubernamentales de los estadounidenses.

### Jalisco

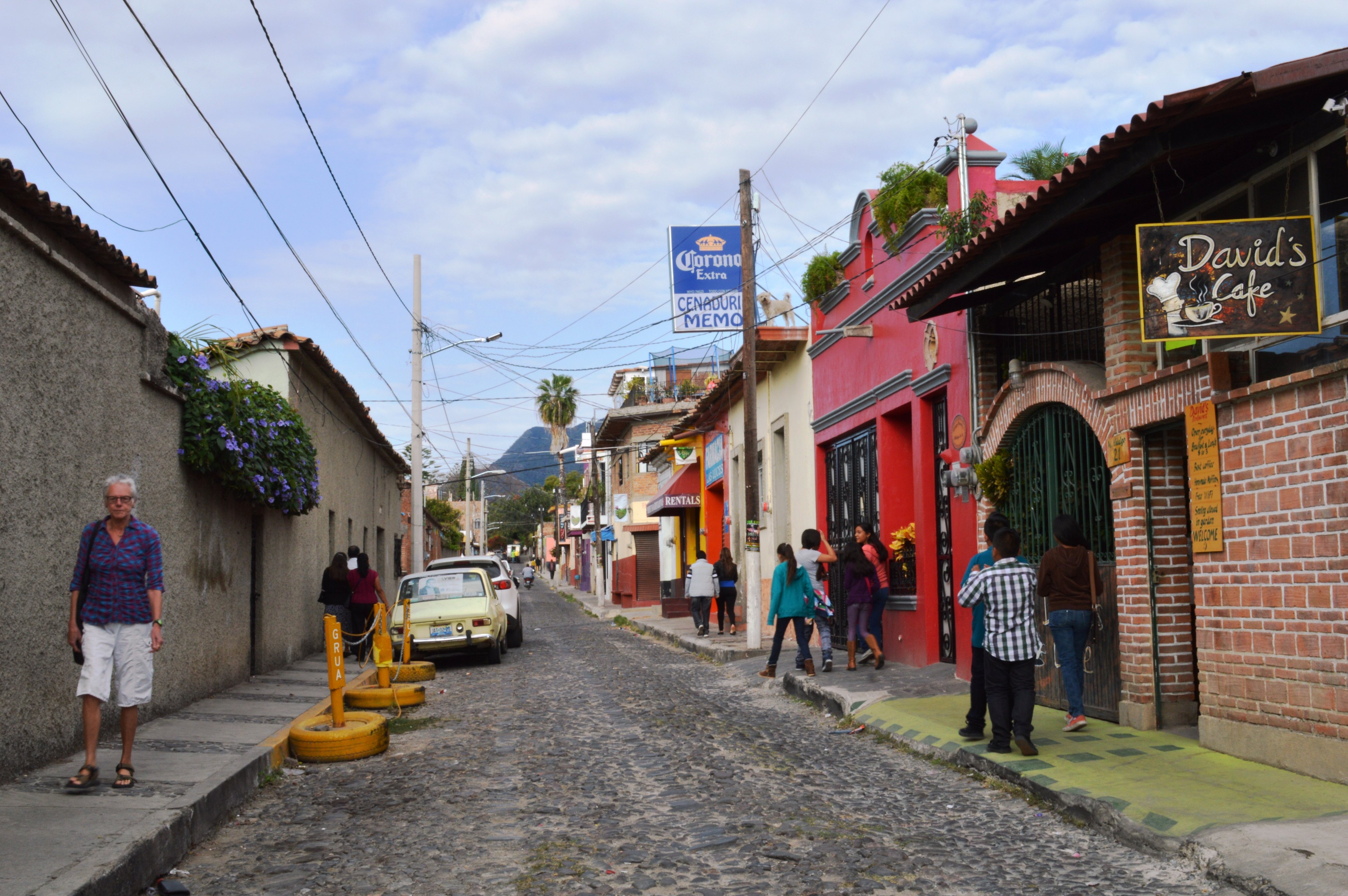
Ajijic, localidad densamente poblada por jubilados estadounidenses.

El estado de Jalisco es una de las entidades federativas de México con fuerte presencia estadounidense, localidades típicas y balnearias como Ajijic y Chapala son el hogar muchos jubilados que se han arraigado en las riveras del lago de Chapala. En la ciudad de Guadalajara y zona metropolitana también reside una comunidad de estadounidenses, en la capital del estado existen asociaciones civiles y colegios de habla inglesa como el Colegio Americano para los niños estadounidenses.

## Relaciones diplomáticas de Estados Unidos en México

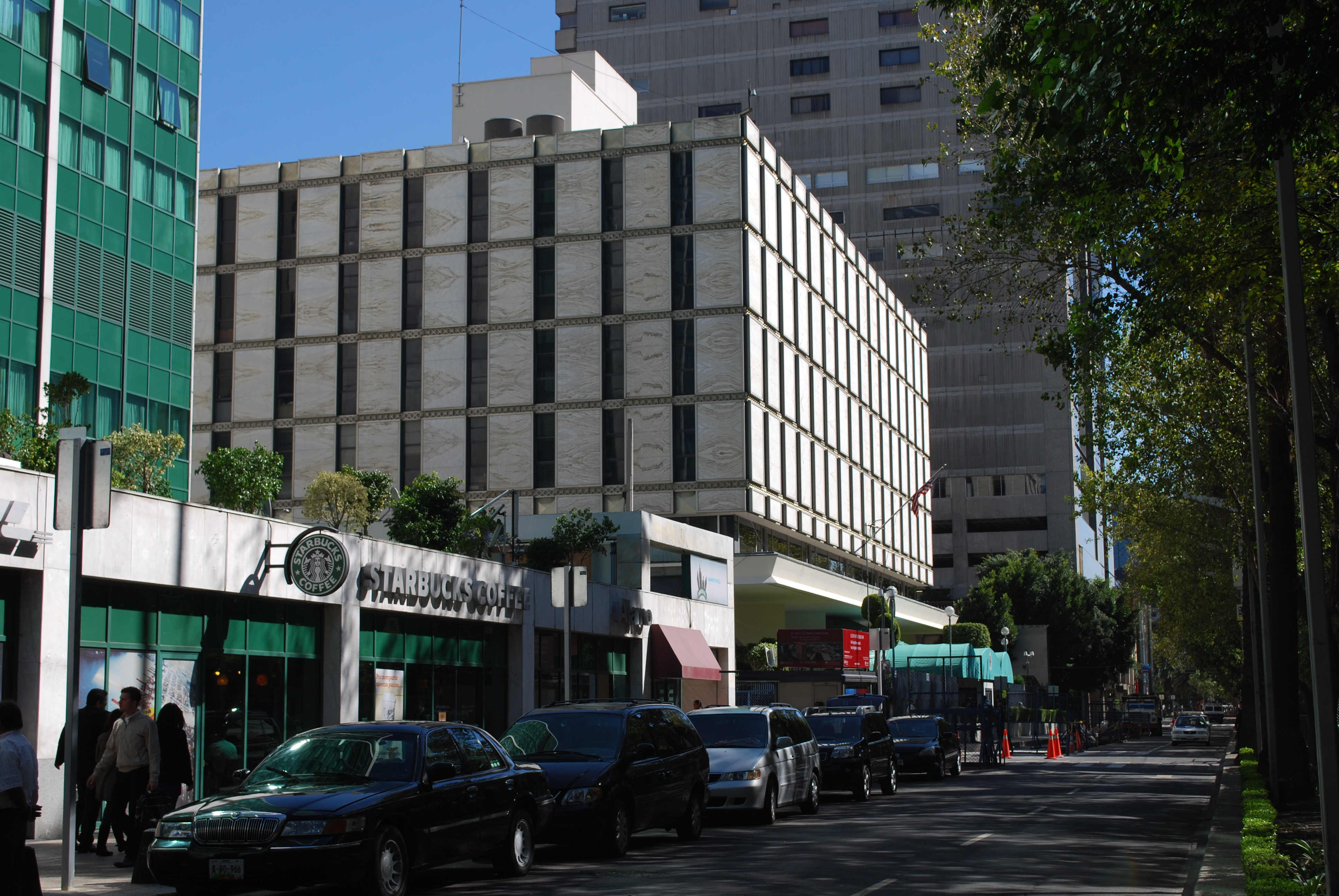
Embajada de Estados Unidos la Ciudad de México

La embajada de los Estados Unidos en México no solo se encarga de proteger a los ciudadanos estadounidenses que residen en el país de manera temporal o definitiva; también, a través de varias organizaciones civiles mantiene el contacto con los mexicanos.
- Embajada de Estados Unidos en la Ciudad de México[6]
- Monterrey (Consulado-General)
- Guadalajara (Consulado)
- Acapulco (Agencia consular)
- Cabo San Lucas (Agencia consular)
- Cancún (Agencia consular)
- Mazatlán (Agencia consular)
- Oaxaca de Juárez (Agencia consular)
- Playa del Carmen (Agencia consular)
- Puerto Vallarta (Agencia consular)

## Flujos Migratorios
| 2000 | 343 591 |
| 2010 | 738 103 |
| 2020 | 797 266 |

### Inmigración estadounidense según entidad federativa
| Censo de estadounidenses viviendo en México distribuidos por Estados según el censo mexicano de población de 2020 | Censo de estadounidenses viviendo en México distribuidos por Estados según el censo mexicano de población de 2020 | Censo de estadounidenses viviendo en México distribuidos por Estados según el censo mexicano de población de 2020 | Censo de estadounidenses viviendo en México distribuidos por Estados según el censo mexicano de población de 2020 | Censo de estadounidenses viviendo en México distribuidos por Estados según el censo mexicano de población de 2020 |
| Puesto | Entidad | Censo Mexicano de 2020                                                                                            | Porcentaje | Ref. |
| --- | --- | --- | --- | --- |
| 1° | Baja California                                                                                                   | 132 673 | 0,58 % | [ 7 ] |
| 2° | Chihuahua | 93 373 | 7,29 % | [ 8 ] |
| 3° | Jalisco | 66 464 | 7,29 % | [ 9 ] |
| 4° | Tamaulipas | 60 765 | 7,29 % | [ 10 ] |
| 5° | Sonora | 47 767 | 7,29 % | [ 11 ] |
| 6° | Michoacán | 42 936 | 0,79 % | [ 12 ] |
| 7° | Guanajuato | 31 821 | 9,89 % | [ 13 ] |
| 8° | Estado de México                                                                                                  | 30 788 | 9,89 % | [ 14 ] |
| 9° | Nuevo León | 23 200 | 11,30 % | [ 15 ] |
| 10° | Coahuila | 21 791 | 11,30 % | [ 16 ] |
| 11° | Puebla | 19 820 | 3,29 % | [ 17 ] |
| 12° | Oaxaca | 19 162 | 3,29 % | [ 18 ] |
| 13° | Ciudad de México                                                                                                  | 18 813 | 28,16 % | [ 19 ] |
| 14° | Sinaloa | 18 652 | 1,73 % | [ 20 ] |
| 15° | Zacatecas | 16 814 | 1,06 % | [ 21 ] |
| 16° | Guerrero | 16 466 | 1,06 % | [ 22 ] |
| 17° | Veracruz | 16 186 | 1,73 % | [ 23 ] |
| 18° | Hidalgo | 16 104 | 1,06 % | [ 24 ] |
| 19° | Durango | 13 654 | 0,91 % | [ 25 ] |
| 20° | Nayarit | 13 019 | 0,91 % | [ 26 ] |
| 21° | San Luis Potosí                                                                                                   | 12 742 | 0,91 % | [ 27 ] |
| 22° | Morelos | 11 281 | 0,91 % | [ 28 ] |
| 23° | Aguascalientes | 9 586 | 0,80 % | [ 29 ] |
| 24° | Querétaro | 9 318 | 0,80 % | [ 30 ] |
| 25° | Colima | 6 761 | 0,27 % | [ 31 ] |
| 26° | Baja California Sur                                                                                               | 5 939 | 6,04 % | [ 32 ] |
| 27° | Quintana Roo | 5 881 | 6,04 % | [ 33 ] |
| 28° | Chiapas | 4 986 | 0,089 % | [ 34 ] |
| 29° | Yucatán | 4 452 | 3,42 % | [ 35 ] |
| 30° | Tlaxcala | 3 148 | 1,34 % | [ 36 ] |
| 31° | Campeche | 1 470 | 1,34 % | [ 37 ] |
| 32° | Tabasco | 1 434 | 3,18 % | [ 38 ] |
| TOTAL ESTADOUNIDENSES                                                                                             | TOTAL ESTADOUNIDENSES                                                                                             | 797 266 | México | México |
| Fuente: Instituto Nacional de Estadística y Geografía (INEGI)                                                     | | | | |